# Eiffel (pel·lícula)
Eiffel és una pel·lícula de drama romàntic francès del 2021 dirigida per Martin Bourboulon, a partir d'un guió escrit per Caroline Bongrand. La pel·lícula és protagonitzada per Romain Duris com a Gustave Eiffel i segueix un romanç de ficció entre Eiffel i Adrienne Bourgès, la seva estimada de la infància, interpretada per Emma Mackey. També és protagonitzada per Pierre Deladonchamps en un paper secundari. S'ha doblat al català.

## Repartiment
- Romain Duris : Gustave Eiffel
- Emma Mackey : Adrienne Bourgès
- Pierre Deladonchamps : Antoine de Restac
- Armande Boulanger : Claire Eiffel
- Bruno Raffaelli : M. Bourgès
- Andranic Manet : Adolphe Salles
- Alexandre Steiger : Jean Compagnon

- Philippe Hérisson : Édouard Lockroy
- Stéphane Boucher : Pauwels
- Jérémy Lopez : Maurice Koechlin
- Damien Zanoly : Émile Nouguier
- Sophie Fougère : Mme. Bourgès

## Al voltant de la pel·lícula
Eiffel es va estrenar el 2 de març de 2021 al Festival de Cinema Francès Aliança Francesa d'Austràlia i es va estrenar a França el 13 d'octubre de 2021 a càrrec de Pathé Distribution. La pel·lícula va rebre crítiques majoritàriament positives i va recaptar més de 13 milions de dòlars a tot el món.